# Liste der Kulturdenkmale in Luxemburg-Kirchberg
In der Liste der Kulturdenkmale in Luxemburg-Kirchberg sind alle Kulturdenkmale des luxemburgischen Stadtteils Kirchberg aufgeführt (Stand: 15. Juli 2025).
| Bild                                           | Bezeichnung                                    | Lage                                   | Beschreibung | Stufe | Eingetragen seit |
| ---------------------------------------------- | ---------------------------------------------- | -------------------------------------- | --- | ----- | ---------------- |
| Generator Klöckner-Humboldt-Deutz AG Nr. 48600 | Generator Klöckner-Humboldt-Deutz AG Nr. 48600 | rue Richard Coudenhove-Kalergi (Karte) | Der Klöckner-Humboldt-Deutz AG Nr. 48600 ist ein Dieselstromgenerator, der 1907 von der Firma Klöckner-Humboldt-Deutz (heute Deutz AG) gebaut wurde. Dieser wurde an die großherzogliche Familie geliefert, um das Schloss Berg mit Strom zu versorgen. Die Maschine besteht aus dem Dieselmotor mit 25 Litern Hubraum, der über ein Schwungrad mit drei Metern Durchmesser und einen Treibriemen aus Leder einen Dynamo antreibt. Mit 180 Umdrehungen pro Minute produzierte die Maschine eine Leistung von 40 PS (29,42 kW). Im Jahr 1977 wurde der Generator außer Dienst gesetzt und an das damalige „Institut supérieur de technologie“ (heute Teil der Universität Luxemburg) übergeben. | PCN   | 15. März 2004    |
| Verwaltungsgebäude der Deutschen Bank          | Verwaltungsgebäude der Deutschen Bank          | 2, Boulevard Konrad Adenauer (Karte)   | | PCN   | 26. Juni 2025    |
| Weitere Bilder                                 | Robert-Schuman-Gebäude                         | 2, place de l’Europe (Karte)           | Zwischen 1970 und 1973 von Laurent Schmit entworfen, beherbergte das Schuman-Gebäude den ersten Plenarsaal des Europäischen Parlaments. | PCN   | 26. Juni 2025    |
| Weitere Bilder                                 | Kapelle „Notre-Dame, Salut des Infirmes“       | rue des Maraîchers (Karte)             | | PCN   | 19. Februar 2025 |

Legende: PCN – Immeubles et objets bénéficiant des effets de classement comme patrimoine culturel national; IS – Immeubles et objets inscrits à l’inventaire supplémentaire

## Quelle
- Liste des immeubles et objets beneficiant d’une protection nationales, Nationales Institut für das gebaute Erbe, Fassung vom 11. Juli 2022, S. 74 (PDF)

- Karte mit allen Koordinaten:
- OSM |
- WikiMap

Bahnhofsviertel |
Beggen |
Belair |
Bonneweg |
Cents |
Clausen |
Dommeldingen |
Eich |
Gasperich |
Grund |
Hamm |
Hollerich |
Kirchberg |
Limpertsberg |
Merl |
Mühlenbach |
Neudorf-Weimershof |
Pfaffenthal |
Pulvermühle |
Rollingergrund |
Oberstadt |
Weimerskirch |
Zessingen
Bad Mondorf |
Bartringen |
Bauschleiden |
Bech |
Beckerich |
Befort |
Berdorf |
Bettemburg |
Bettendorf |
Betzdorf |
Bissen |
Biwer |
Burscheid |
Bous-Waldbredimus |
Clerf |
Colmar-Berg |
Consdorf |
Contern |
Dalheim |
Diekirch |
Differdingen |
Dippach |
Düdelingen |
Echternach |
Ell |
Ernztalgemeinde |
Erpeldingen an der Sauer |
Esch an der Alzette |
Esch an der Sauer |
Ettelbrück |
Fels |
Feulen |
Fischbach |
Flaxweiler |
Frisingen |
Garnich |
Goesdorf |
Grevenmacher |
Grosbous-Wahl |
Habscht |
Heffingen |
Helperknapp |
Hesperingen |
Junglinster |
Käerjeng |
Kayl |
Kehlen |
Kiischpelt |
Koerich |
Kopstal |
Lenningen |
Leudelingen |
Lintgen |
Lorentzweiler |
Luxemburg |
Mamer |
Manternach |
Mersch |
Mertert |
Mertzig |
Monnerich |
Niederanven |
Nommern |
Parc Hosingen |
Petingen |
Préizerdaul |
Pütscheid |
Rambruch |
Reckingen/Mess |
Redingen/Attert |
Reisdorf |
Remich |
Roeser |
Rosport-Mompach |
Rümelingen |
Saeul |
Sandweiler |
Sassenheim |
Schengen |
Schieren |
Schifflingen |
Schüttringen |
Stadtbredimus |
Stauseegemeinde |
Steinfort |
Steinsel |
Strassen |
Tandel |
Ulflingen |
Useldingen |
Vianden |
Vichten |
Waldbillig |
Walferdingen |
Weiler zum Turm |
Weiswampach |
Wiltz |
Winseler |
Wintger |
Wormeldingen